# Grant Bramwell
Grant Digby Bramwell (Gisborne, 28 de enero de 1961) es un deportista neozelandés que compitió en piragüismo en la modalidad de aguas tranquilas.
Participó en dos Juegos Olímpicos de Verano en los años 1984 y 1988, obteniendo una medalla de oro en la edición de Los Ángeles 1984 en la prueba de K4 1000 m. Ganó una medalla de bronce en el Campeonato Mundial de Piragüismo de 1985 en la prueba de K1 10 000 m.

## Palmarés internacional
| Juegos Olímpicos   | Juegos Olímpicos             | Juegos Olímpicos  | Juegos Olímpicos |
| Año                | Lugar                        | Medalla           | Evento           |
| ------------------ | ---------------------------- | ----------------- | ---------------- |
| 1984               | Los Ángeles (Estados Unidos) | Medalla de oro    | K4 1000 m        |
| Campeonato Mundial |                              |                   |                  |
| Año                | Lugar                        | Medalla           | Evento           |
| 1985               | Malinas (Bélgica)            | Medalla de bronce | K1 10 000 m      |